# 担景寺
担景寺（たんけいじ）は、埼玉県幸手市にある浄土真宗本願寺派の寺院。

## 歴史
創建年代は不明であるが、順覚によって開山された。順覚は俗名「堀順太郎」といい、戦国時代の武将堀秀政の子である。順覚が寂したのは1615年（元和元年）であることから、開山年はそれよりも若干古いことになる。なお、当寺公式サイトでは開山年を1660年（明暦6年）としている。
当寺の本尊は阿弥陀如来で、恵心僧都源信の作と伝えられている。

## 交通アクセス
- 幸手駅より徒歩9分。